# Fibronectina
La fibronectina è una glicoproteina dimerica prodotta da molte cellule e tessuti, presente nel tessuto connettivo lasso e in quello denso. Da essa derivano una serie di famiglie di molecole omologhe la cui particolare composizione aminoacidica permette loro di legare sia proteine delle membrane plasmatiche delle cellule connettivali (per esempio, le integrine) sia componenti della matrice extracellulare, come fibre collagene, eparina, eparansolfato.

## Struttura
Una molecola di fibronectina umana consta di due catene polipeptidiche molto simili (non identiche) unite da due legami disolfuro in sede C-terminale. Ciascuna di queste si compone di una serie lineare di domini distinti, in modo da fornire ad ogni polipeptide un'architettura modulare. Ognuno è formato da una catena di circa 30 domini Fn con ripiegamento indipendente: questi sono presenti in molte altre proteine, quali recettori di membrana o fattori di coagulazione (un'elevata produzione di fibronectine caratterizza i processi cicatriziali), ma hanno assunto la denominazione Fn in quanto la fibronectina è la prima struttura in cui sono stati scoperti. Tali domini tendono a combinarsi in 5 o 6 unità funzionali di dimensioni maggiori. Tra le unità funzionali più importanti si annoverano i domini di legame per il collagene, l'eparina, la fibrina, e le integrine 
Il dominio di legame cellulare per le integrine è caratterizzato dalla sequenza amminoacidica RGD (arg-gly-asp), che forma un'ansa nel polipeptide, sporgente dal modulo.

## Funzioni
Ciascuna delle due catene polipeptidiche contiene siti di legame per altri componenti della matrice extracellulare (MEC) o per recettori superficiali di membrana che legano la MEC (come le integrine).
L'attività della fibronectina si evidenzia in processi dinamici quali quelli di sviluppo embrionale, in cui la migrazione delle cellule deve seguire percorsi particolari la cui formazione è guidata da proteine quali, appunto, la fibronectina. Per esempio, le cellule delle creste neurali si muovono dal sistema nervoso in sviluppo verso ogni zona dell'embrione attraverso percorsi ricchi di fibrille di fibronectina, coinvolgendo anche la proteina tenascina-C.
La fibronectina ha anche un ruolo importante nell'interazione di un tessuto connettivo con le piastrine.
Attività analoga è svolta da altre proteine in altri tessuti: vedi osteonectina (tessuto osseo), condronectina (tessuto cartilagineo), laminina (membrane basali).

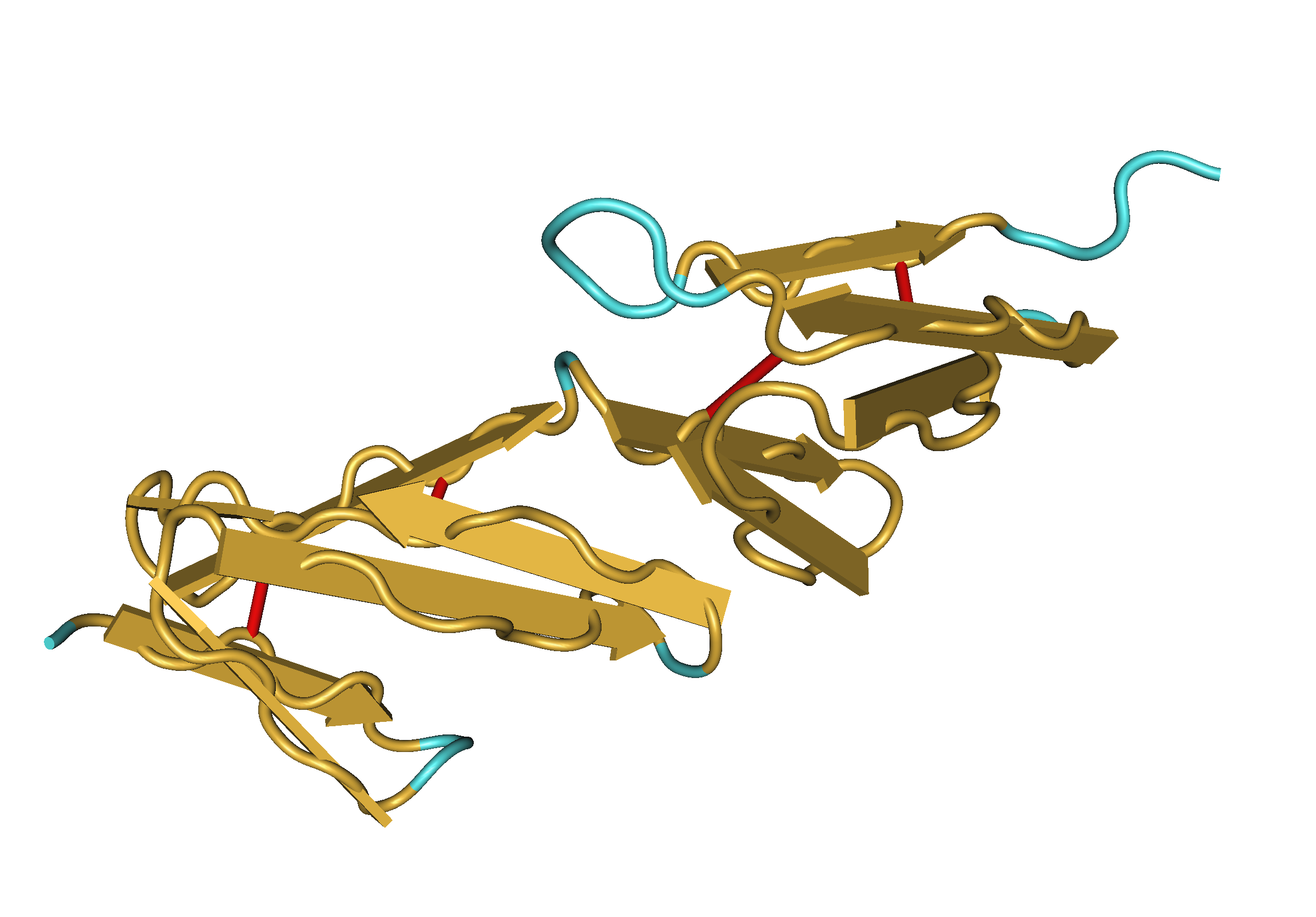
Esempi di domini
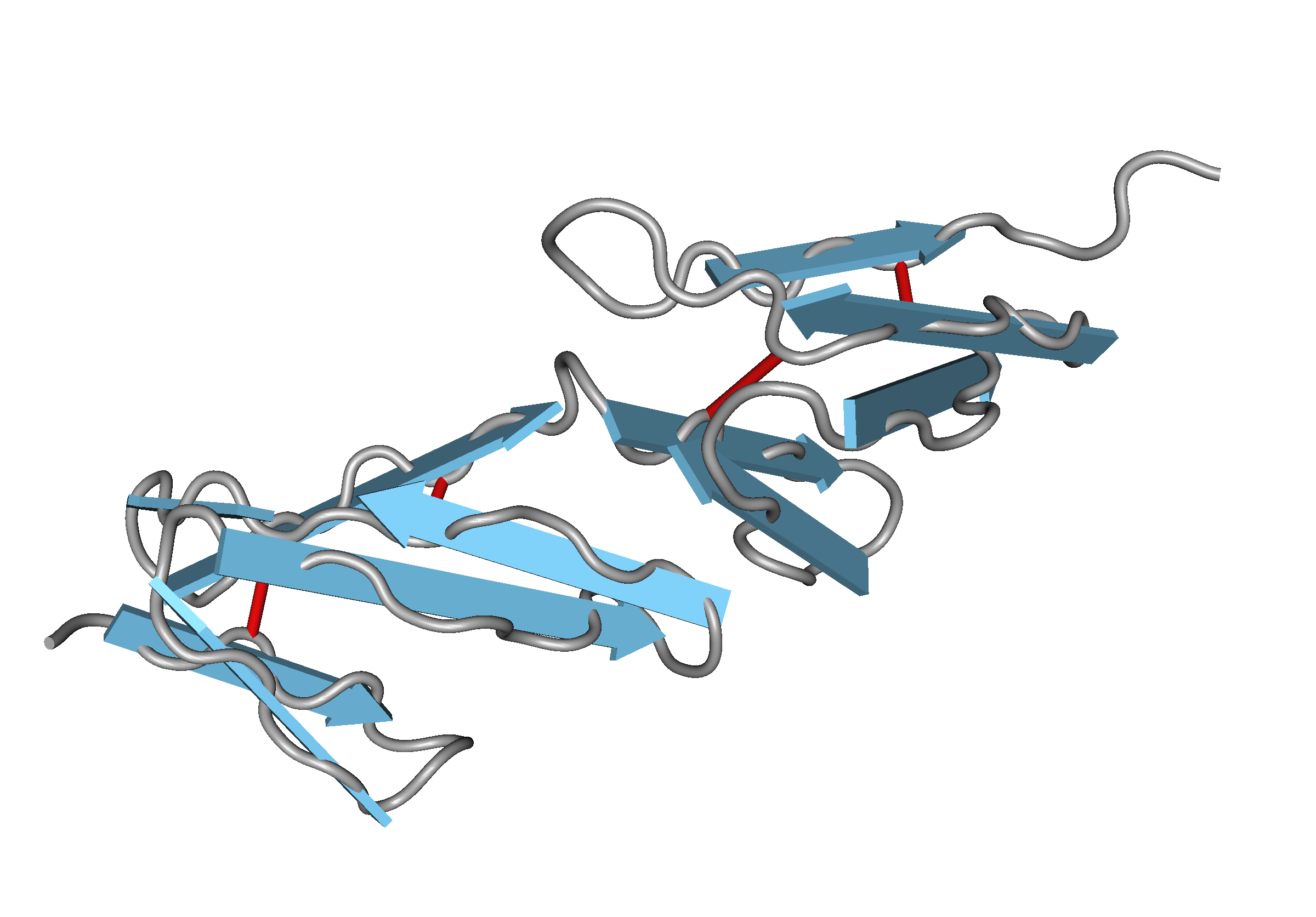
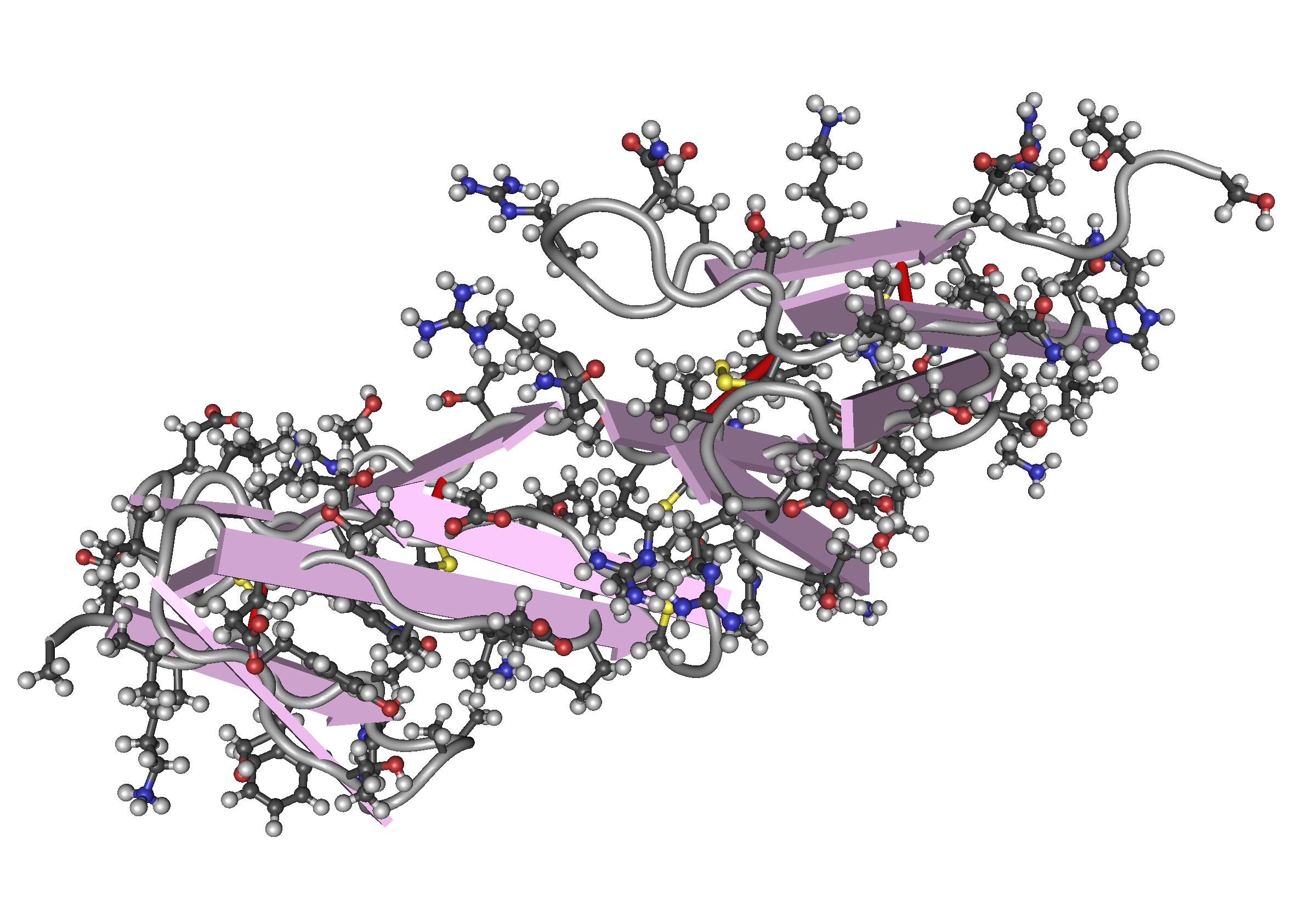
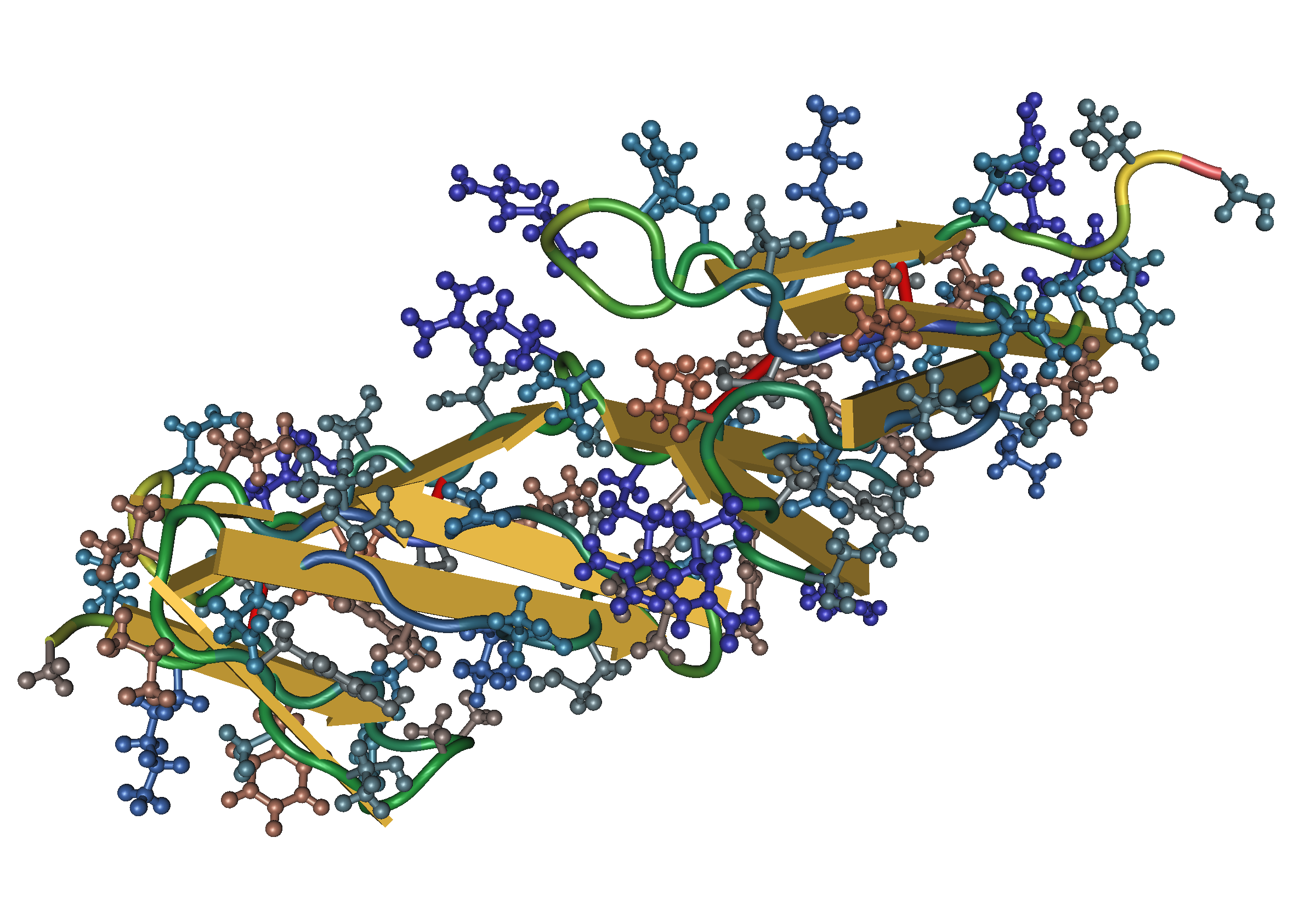